# آن وليامز (عدائة المسافات المتوسطة)
آن وليامز (بالإنجليزية: Ann Williams) هي عدائة المسافات المتوسطة بريطانية، ولدت في 20 أغسطس 1965 في سانت هلنز في المملكة المتحدة.

## وصلات خارجية
- آن وليامز على موقع الاتحاد الدولي لألعاب القوى (الإنجليزية)
- آن وليامز على موقع أوليمبيديا (الإنجليزية)
- آن وليامز على موقع اتحاد ألعاب الكومنولث (مؤرشف) (الإنجليزية)